# Agenda diplomatica
L'espressione agenda diplomatica è entrata nel linguaggio internazionale per significare “le cose da fare” in sede diplomatica: le questioni, cioè, che un consesso della diplomazia multilaterale è chiamato a trattare in una sua determinata seduta, ovvero per un più lungo periodo della sua attività ufficiale.
Già oggetto di consultazione tra gli Stati convocati per la riunione, l'agenda diplomatica è stabilita, di regola, dal presidente del consesso, assistito dal segretariato dello stesso. Nella prima riunione, i membri sono chiamati ad approvare l'agenda loro proposta. 
Intesa ad indicare segnatamente l'ordine secondo il quale le questioni devono essere trattate, l'agenda diplomatica è usualmente chiamata ordine del giorno. Nella prassi della Società delle Nazioni, da prima, ed in quelle dell'Assemblea Generale delle Nazioni Unite, poi, l'ordine del giorno tende a significare in effetti tutto il programma della sessione. 